# العلاقات الليتوانية المولدوفية
العلاقات الليتوانية المولدوفية هي العلاقات الثنائية التي تجمع بين ليتوانيا ومولدوفا.

## مقارنة بين البلدين
هذه مقارنة عامة ومرجعية للدولتين:
| وجه المقارنة                                              | ليتوانيا                                                    | مولدوفا                           |
| --------------------------------------------------------- | ----------------------------------------------------------- | --------------------------------- |
| المساحة (كم2)                                             | 65.30 ألف                                                   | 33.85 ألف                         |
| عدد السكان (نسمة)                                         | 2.79 مليون                                                  | 2.55 مليون                        |
| الكثافة السكانية (ن./كم²)                                 | 42.73                                                       | 75.33                             |
| العاصمة                                                   | فيلنيوس، كاوناس                                             | كيشيناو                           |
| اللغة الرسمية                                             | اللغة الليتوانية                                            | اللغة المولدوفية، اللغة الرومانية |
| العملة                                                    | ليتاس ليتواني، يورو                                         | ليو مولدوفي                       |
| الناتج المحلي الإجمالي (بليون دولار)                      | 47.17 مليار                                                 | 8.13 مليار                        |
| الناتج المحلي الإجمالي (تعادل القوة الشرائية) بليون دولار | 84.06 مليار                                                 | 17.94 مليار                       |
| الناتج المحلي الإجمالي الاسمي للفرد دولار أمريكي          | 14.15 ألف                                                   | 3.65 ألف                          |
| الناتج المحلي الإجمالي للفرد دولار أمريكي                 | 27.69 ألف                                                   | 4.98 ألف                          |
| مؤشر التنمية البشرية                                      | 0.839                                                       | 0.693                             |
| رمز المكالمات الدولي                                      | +370                                                        | +373                              |
| رمز الإنترنت                                              | .lt                                                         | .md                               |
| المنطقة الزمنية                                           | ت ع م+02:00، ت ع م+03:00، أوروبا/فيلنيوس ‏، توقيت شرق أوروبا | ت ع م+02:00، ت ع م+03:00          |

## مدن متوأمة
في ما يلي قائمة باتفاقيات التوأمة بين مدن ليتوانية ومولدوفية:
- ترتبط فيلنيوس مع كيشيناو باتفاقية توأمة منذ 1989.[15][15][15][15]

## منظمات دولية مشتركة
يشترك البلدان في عضوية مجموعة من المنظمات الدولية، منها:
| علم المنظمة | اسم المنظمة                               | تاريخ انضمام ليتوانيا | تاريخ انضمام مولدوفا |
| ----------- | ----------------------------------------- | --------------------- | -------------------- |
|             | مجلس أوروبا                               | ?                     | ?                    |
|             | البنك الدولي للإنشاء والتعمير             | 6 يوليو 1992          | 12 أغسطس 1992        |
|             | منظمة التجارة العالمية                    | ?                     | ?                    |
|             | المركز الدولي لتسوية المنازعات الاستشارية | 5 أغسطس 1992          | 4 يونيو 2011         |
|             | منظمة الأمن والتعاون في أوروبا            | 10 سبتمبر 1991        | 30 يناير 1992        |
|             | منظمة حظر الأسلحة الكيميائية              | ?                     | ?                    |
|             | المنظمة الأوروبية لسلامة الملاحة الجوية   | 2006                  | 2000                 |
|             | الأمم المتحدة                             | 17 سبتمبر 1991        | 2 مارس 1992          |
|             | منظمة الشرطة الجنائية الدولية             | ?                     | ?                    |
|             | وكالة ضمان الاستثمار متعدد الأطراف        | 8 يونيو 1993          | 9 يونيو 1993         |
|             | يونسكو                                    | 7 أكتوبر 1991         | 27 مايو 1992         |
|             | مؤسسة التنمية الدولية                     | 23 سبتمبر 2011        | 14 يونيو 1994        |
|             | مؤسسة التمويل الدولية                     | 15 يناير 1993         | 10 مارس 1995         |
|             | الاتحاد البريدي العالمي                   | ?                     | ?                    |
|             | الاتحاد الدولي للاتصالات                  | 1 يوليو 1923          | 20 أكتوبر 1992       |

## وصلات خارجية
- موقع وزارة الخارجية الليتوانية
- موقع وزارة الخارجية المولدوفية